# Juan Escilitzes

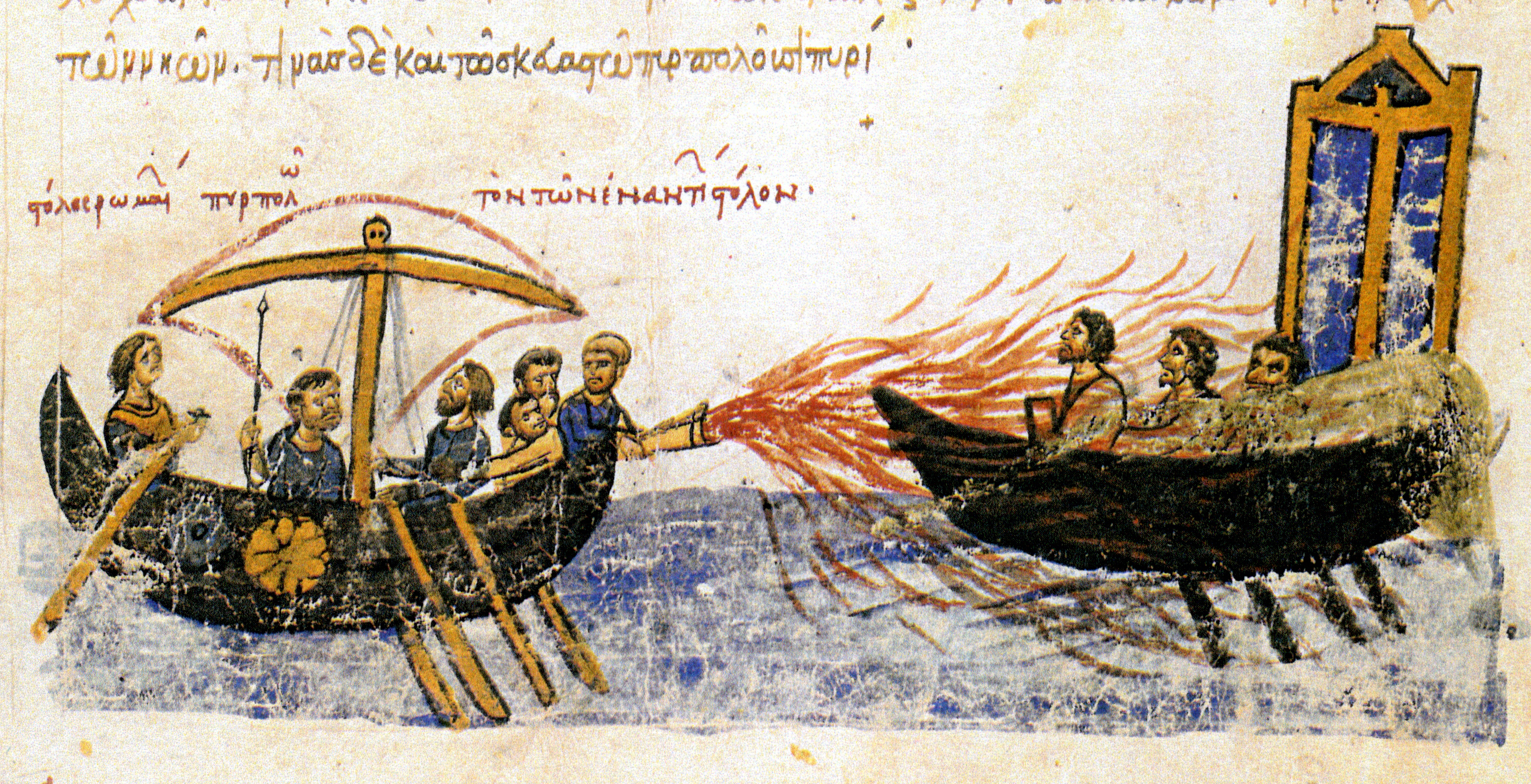
Representación del «fuego griego» en el Skylitzes Matritensis.

Juan Escilitzes o Ioannes Scylitzes (en griego: Ἰωάννης Σκυλίτζης; a veces aparece como Σκυλίτσης) fue un historiador bizantino de la segunda mitad del siglo XI, nacido en la década de 1040, y muerto después de 1101.

## Obra

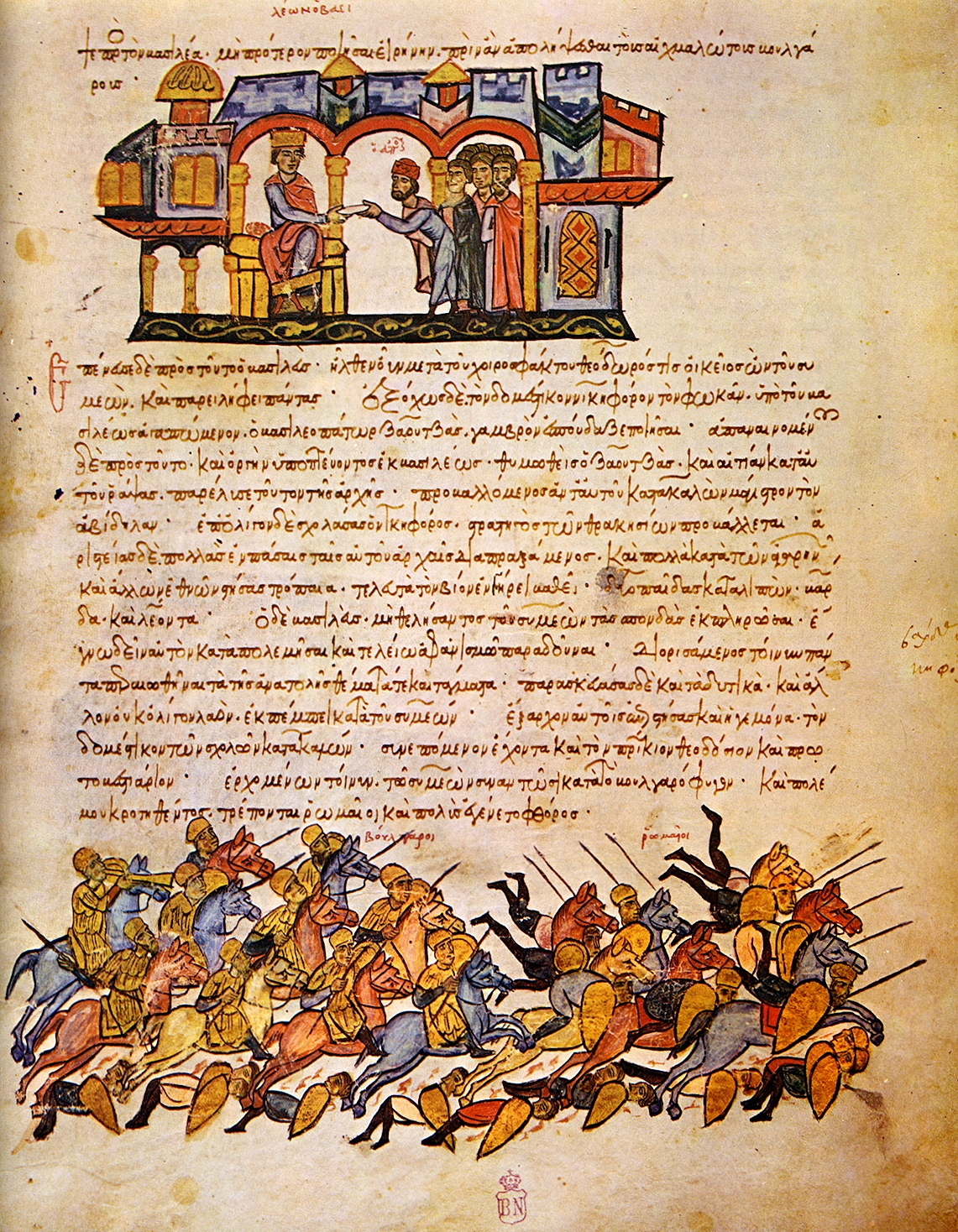
León VI con una delegación búlgara; Los búlgaros derrotan a las fuerzas bizantinas en Bulgarophygon. en:Madrid Skylitzes, fol. 109r

Su obra principal se llama Sinopsis de la historia (Synopsis historiarum, en griego Σύνοψις ἱστοριῶν), que cubre los reinados de los emperadores bizantinos desde la muerte de Nicéforo I en 811 hasta la deposición de Miguel VI en 1057, y continúa la crónica de Teófanes. Existe también una continuación de esta obra conocida como Skylitzes Continuatus, que abarca hasta el año 1079, quizá escrita por el mismo Escilitzes.

### Skylitzes Matritensis
El manuscrito más conocido de la Sinopsis fue producido en Sicilia en el siglo XII, encontrándose actualmente en la Biblioteca Nacional de España, en Madrid. Por ello se lo conoce como Skylitzes Matritensis.